# Ravenna Football Club 1913 2018-2019
Questa voce raccoglie le informazioni riguardanti il Ravenna Football Club 1913 nelle competizioni ufficiali della stagione 2018-2019.

## Stagione
Nella stagione 2018-2019 il Ravenna disputa il girone B del campionato di Serie C, raccoglie 55 punti con il settimo posto finale. Disputa i Play-off dove supera il primo turno pareggiando (1-1) con il Vicenza giunto ottavo in campionato. Nel secondo turno pareggia (0-0) a Salò, ma stavolta passa il turno la Feralpi giunta quarta in campionato. Allenato da Luciano Foschi il Ravenna parte bene, al termine del girone di andata è terzo con 30 punti, nel ritorno perde qualche posizione, ma sempre in zona Play-off. Miglior realizzatore e anima dei giallorossi il livornese Manuel Nocciolini che firma 11 reti in campionato. Nella Coppa Italia di Serie C il Ravenna non supera lo scoglio del girone E di qualificazione, che ha promosso l'Imolese.

## Divise e sponsor
Lo sponsor tecnico per la stagione 2018-2019 è Macron, mentre lo sponsor ufficiale è Sapir.
| Casa | Trasferta | Terza divisa |

## Rosa
| N. |                   | Ruolo | Calciatore          |
| -- | ----------------- | ----- | ------------------- |
| 1  | Italia (bandiera) | P     | Andrea Spurio       |
| 2  | Italia (bandiera) | C     | Alessandro Eleuteri |
| 3  | Italia (bandiera) | D     | Riccardo Barzaghi   |
| 4  | Italia (bandiera) | D     | Matteo Boccaccini   |
| 5  | Italia (bandiera) | D     | Stefano Pellizzari  |
| 6  | Italia (bandiera) | C     | Youssef Maleh       |
| 7  | Italia (bandiera) | A     | Francesco Galuppini |
| 8  | Italia (bandiera) | C     | Carlo Martorelli    |
| 9  | Italia (bandiera) | A     | Manuel Nocciolini   |
| 10 | Italia (bandiera) | C     | Alfonso Selleri     |
| 11 | Italia (bandiera) | A     | Andrea Magrassi     |
| 12 | Italia (bandiera) | P     | Filippo Sangiorgi   |
| 13 | Italia (bandiera) | D     | Tommaso Lelj        |

| N. |                    | Ruolo | Calciatore             |
| -- | ------------------ | ----- | ---------------------- |
| 14 | Italia (bandiera)  | D     | Nicholas Bresciani     |
| 15 | Italia (bandiera)  | D     | Matteo Ronchi          |
| 16 | Italia (bandiera)  | D     | Salvatore Scatozza     |
| 17 | Italia (bandiera)  | C     | Simone Mancini         |
| 18 | Italia (bandiera)  | A     | Simone Raffini         |
| 19 | Italia (bandiera)  | A     | Giorgio Siani          |
| 20 | Italia (bandiera)  | C     | Enrico Sabba           |
| 21 | Italia (bandiera)  | C     | Giordano Trovade       |
| 22 | Italia (bandiera)  | P     | Giacomo Venturi        |
| 23 | Italia (bandiera)  | C     | William Jidayi         |
| 25 | Italia (bandiera)  | C     | Salvatore Esposito     |
| 26 | Islanda (bandiera) | A     | Sveinn Aron Guðjohnsen |
| 27 | Italia (bandiera)  | C     | Salvatore Papa         |

## Risultati

### Serie C - girone B

#### Girone di andata
| Arbitro: | Cudini (Fermo) |

|                  |           |                |
| De Silvestro 12’ | Marcatori | 24’ Nocciolini |

| Arbitro: | Lorenzin (Castelfranco Veneto) |

|  |           |          |
|  | Marcatori | 30’ Fink |

| Arbitro: | Parenzoni (Rovereto) |

|                                       |           |  |
| Bracaletti 7’, 69’ (rig.) Beccaro 37’ | Marcatori |  |

| Arbitro: | Gualtieri (Asti) |

|               |           |  |
| Galuppini 46’ | Marcatori |  |

| Arbitro: | Santoro (Messina) |

|  |           |                                         |
|  | Marcatori | 30’ (rig.) Galuppini 35’ (aut.) Comotto |

| Arbitro: | Maranesi (Cassino) |

|                            |           |  |
| Nocciolini 24’, 75’ (rig.) | Marcatori |  |

| Arbitro: | Cosso (Reggio Calabria) |

|                     |           |              |
| F. Perna 54’ (rig.) | Marcatori | 64’ Magrassi |

| Arbitro: | Panettella (Bari) |

|                      |           |            |
| Galuppini 31’ (rig.) | Marcatori | 12’ Guerra |

| Arbitro: | Petrella (Viterbo) |

|                               |           |             |
| Spighi 34’ Barbuti 80’ (rig.) | Marcatori | 77’ Raffini |

| Arbitro: | Garofalo (Torre del Greco) |

|                |           |  |
| Nocciolini 31’ | Marcatori |  |

| Arbitro: | Collu (Cagliari) |

|                |           |             |
| A. Ferrante 6’ | Marcatori | 90+6’ Siani |

| Ravenna 18 novembre 2018 12ª giornata | Ravenna        | 0 – 0 | Rimini | Stadio Bruno Benelli\| Arbitro: \| Saia (Palermo) \| |
| Arbitro:                              | Saia (Palermo) |       |        |                                                      |

| Arbitro: | Longo (Paola) |

|  |           |                |
|  | Marcatori | 29’ Nocciolini |

| Arbitro: | De Santis (Lecce) |

|                |           |  |
| Nocciolini 68’ | Marcatori |  |

| Arbitro: | Guida (Salerno) |

|                                |           |           |
| De Agostini 22’ Candellone 25’ | Marcatori | 83’ Siani |

| Arbitro: | Luciani (Roma) |

|  |           |               |
|  | Marcatori | 57’ Trainotti |

| Arbitro: | Camplone (Pescara) |

|               |           |                               |
| Zarpellon 75’ | Marcatori | 66’ Lelj 80’ (rig.) Galuppini |

| Arbitro: | Vigile (Cosenza) |

|                                              |           |                             |
| Trovade 3’ N. Bresciani 29’ Boccaccini 90+3’ | Marcatori | 45+2’ Marilungo 51’ Bifulco |

| Arbitro: | Gariglio (Pinerolo) |

|                        |           |                                 |
| Carraro 51’ Lanini 70’ | Marcatori | 41’ N. Bresciani 53’ Nocciolini |

#### Girone di ritorno
| Arbitro: | Marotta (Sapri) |

|  |           |                         |
|  | Marcatori | 57’ Casoli 84’ Battista |

| Arbitro: | Gualtieri (Asti) |

|                       |           |          |
| Berardocco 83’ (rig.) | Marcatori | 79’ Papa |

| Arbitro: | Robilotta (Sala Consilina) |

|                              |           |                                |
| Papa 71’ Sal. Esposito 90+4’ | Marcatori | 23’ (aut.) Ronchi 41’ Granoche |

| Arbitro: | D'Ascanio (Ancona) |

|                                 |           |                |
| Chiricò 16’ D'Errico 83’ (rig.) | Marcatori | 61’ Nocciolini |

| Arbitro: | Feliciani (Teramo) |

|               |           |  |
| Galuppini 15’ | Marcatori |  |

| Arbitro: | Zufferli (Udine) |

|  |           |               |
|  | Marcatori | 67’ Galuppini |

| Arbitro: | Pirrotta (Barcellona Pozzo di Gotto) |

|                |           |              |
| Nocciolini 14’ | Marcatori | 90+4’ Perico |

| Arbitro: | Fontani (Siena) |

|                                         |           |  |
| Magnino 5’ Vita 19’ And. Caracciolo 77’ | Marcatori |  |

| Arbitro: | Fiero (Pistoia) |

|             |           |                         |
| Raffini 83’ | Marcatori | 41’, 57’, 65’ Infantino |

| Arbitro: | Moriconi (Roma) |

|  |           |             |
|  | Marcatori | 37’ Selleri |

| Arbitro: | Clerico (Torino) |

|                                                  |           |  |
| Nocciolini 24’ (rig.) Raffini 58’ Guðjohnsen 88’ | Marcatori |  |

| Arbitro: | Di Graci (Como) |

|  |           |                   |
|  | Marcatori | 25’ Sal. Esposito |

| Arbitro: | Saia (Palermo) |

|  |           |                    |
|  | Marcatori | 63’ (rig.) S. Cori |

| Pesaro 31 marzo 2019 33ª giornata | Vis Pesaro          | 0 – 0 | Ravenna | Stadio Tonino Benelli\| Arbitro: \| Angelucci (Foligno) \| |
| Arbitro:                          | Angelucci (Foligno) |       |         |                                                            |

| Ravenna 7 aprile 2019 34ª giornata | Ravenna                | 0 – 0 | Pordenone | Stadio Bruno Benelli\| Arbitro: \| Marchetti (Ostia Lido) \| |
| Arbitro:                           | Marchetti (Ostia Lido) |       |           |                                                              |

| Arbitro: | Curti (Milano) |

|            |           |                            |
| Onescu 54’ | Marcatori | 39’ Nocciolini 84’ Raffini |

| Ravenna 20 aprile 2019 36ª giornata | Ravenna             | 0 – 0 | L.R. Vicenza | Stadio Bruno Benelli\| Arbitro: \| Gariglio (Pinerolo) \| |
| Arbitro:                            | Gariglio (Pinerolo) |       |              |                                                           |

| Arbitro: | Zufferli (Udine) |

|              |           |  |
| Marilungo 3’ | Marcatori |  |

| Arbitro: | Cipriani (Empoli) |

|                            |           |                                       |
| Lelj 2’ Papa 37’ Maleh 40’ | Marcatori | 45’ Gargiulo 59’ Lanini 80’ De Marchi |

### Play-off
| Arbitro: | Meraviglia (Pistoia) |

|                |           |            |
| Nocciolini 31’ | Marcatori | 20’ Guerra |

| Salò 15 maggio 2019 Secondo turno | Feralpisalò        | 0 – 0 | Ravenna | Stadio Lino Turina\| Arbitro: \| Camplone (Pescara) \| |
| Arbitro:                          | Camplone (Pescara) |       |         |                                                        |

### Coppa Italia di Serie C
| Arbitro: | Di Graci (Como) |

|          |           |  |
| Papa 74’ | Marcatori |  |

| Arbitro: | Kumara (Verona) |

|                                                          |           |                                     |
| Lanini 15’ Valentini 23’, 52’ Carini 75’ Belcastro 90+4’ | Marcatori | 21’ (aut.) Gargiulo 39’, 48’ Ronchi |